# Roncarolo
Roncarolo è una frazione del comune italiano di Caorso, in provincia di Piacenza.

## Geografia fisica

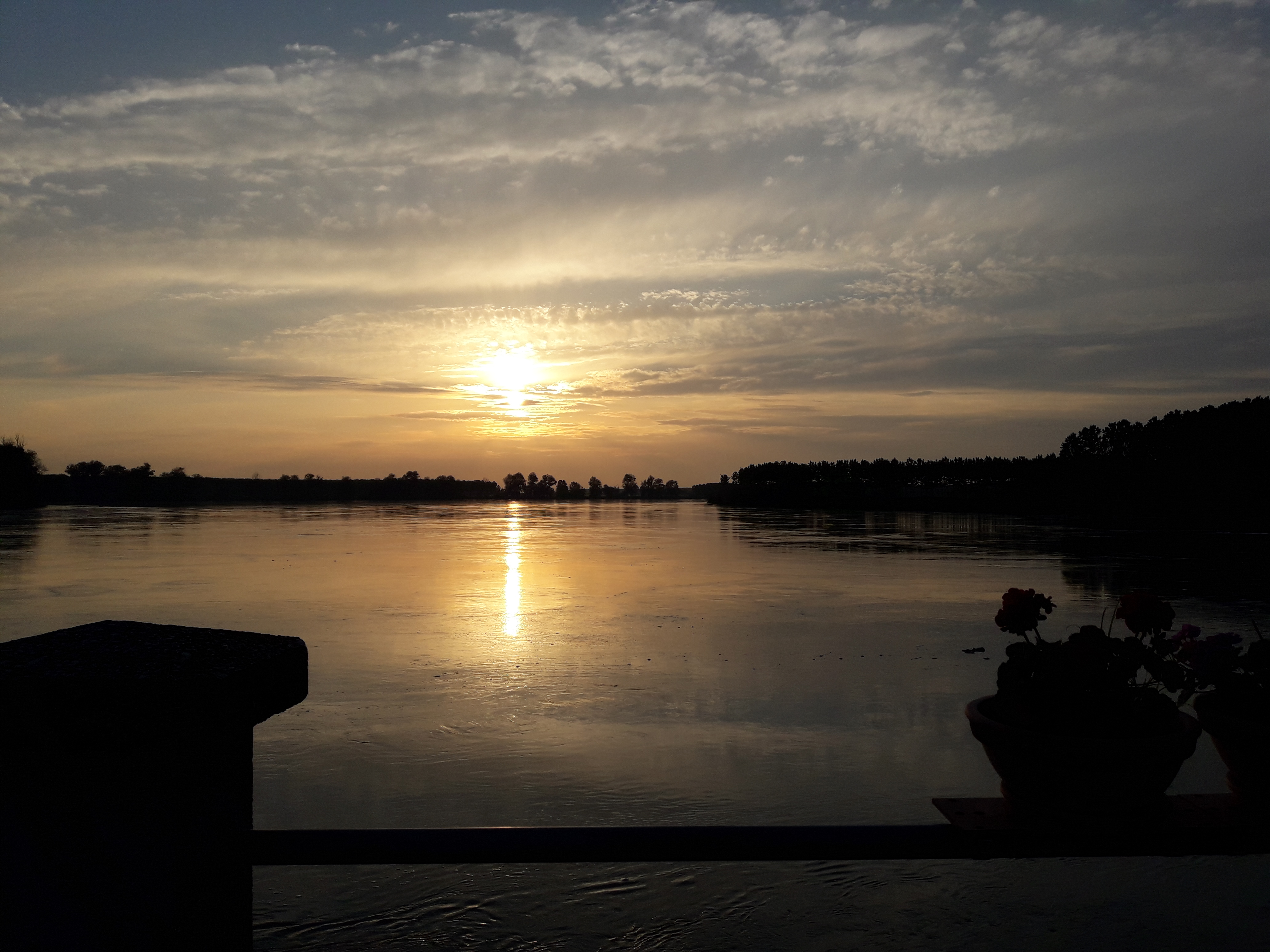
Il Po a Roncarolo

Roncarolo si trova a 43 m s.l.m. in una zona pianeggiante delimitata ad ovest dal fiume Po, non lontano dalla foce del torrente Nure.

## Storia
Il nome di Roncarolo appare per la prima volta nella Tabula alimentaria traianea.
Nel 1183 viene costruito un castello in una posizione utile per il controllo dei traffici lungo il fiume Po e per difendere la città di Piacenza da attacchi provenienti dal cremonese.
Nel medioevo la frazione, così come la limitrofa zona di Castelnuovo Bocca d'Adda, sulla sponda opposta del Po, ospita possedimenti della famiglia Landi in seguito all'investitura concessa a Barnabò Landi da parte del duca di Milano Giovanni Maria Visconti nel 1405.
Alla famiglia Landi si deve la modifica del corso del fiume Po, la cui grande ansa viene eliminata nel 1595 per volere dei fratelli Cristoforo e Manfredo Landi, con lavori curati dall'ingegner Alessandro Bolzoni su disegno tracciato dal bolognese Scipione Dattari. Per effetto di quest'opera, il territorio di Caselle Landi viene spostato sulla sponda sinistra del Po e Roncarolo si trova ad essere nelle immediate vicinance del fiume.
Nel 1755 una piena del Po provoca ingenti danni alla frazione, inclusa la distruzione della chiesa parrocchiale che, solo due anni prima, aveva visto restaurata la cappella dedicata alla beata Vergine del Rosario. La costruzione di un nuovo edificio religioso in sostituzione del precedente viene avviata dal parroco Giovanni Antonio Cravedi con il contributo del benefattore marchese Giuseppe Scotti. Il progetto di ricostruzione viene interrotto nel 1762 a causa della mancanza di fondi a seguito della morte del marchese Scotti. I lavori vengono, poi, conclusi dagli abitanti locali in economia con una parte della chiesa che rimane considerevolmente più bassa dell'altra. Tra il 1931 ed il 1936, ad opera del parroco don Francesco Arfini, viene completata definitivamente la realizzazione della chiesa.
Durante l'occupazione tedesca del nord Italia, nella seconda guerra mondiale, la cascina Baracca, situata in area golenale nei pressi della frazione, diventa base operativa di una squadra SAP guidata dal colonnello Minetti. Il 26 settembre 1944 la zona è teatro di un vasto rastrellamento condotto da truppe italiane e tedesche al comando del maresciallo delle SS della sede di Cremona. Guidate da un ragazzo diciassettenne, le truppe catturano ed uccidono immediatamente tre sospetti sapisti che non erano riusciti mettersi in salvo, nonostante la segnalazione da parte di una ragazza dell'imminente rastrellamento. La cascina Baracca viene saccheggiata e incendiata, così come l'abitazione del colonnello che verrà, poi, catturato successivamente. Vengono, infine arrestate decine di civili, quattro dei quali, tra cui l'agricoltore padrone della cascina dove erano ospitati i partigiani. vengono inviati in Germania nei campi di prigionia.
La frazione ha sofferto un forte spopolamento a partire dagli anni cinquanta con la popolazione che si è ridotta, nel corso di qualche decennio, da più di mille abitanti a circa duecentocinquanta.

## Monumenti e luoghi d'interesse
- Chiesa di san Lorenzo Martire: costruita tra il 1755 ed il 1762 in sostituzione del preesistente edificio distrutto dalla piena del Po del 1755. I lavori, interrotti dopo il 1762 a causa di problemi economici, furono completati solo negli anni trenta. La chiesa presenta una pianta basilicale con un'unica navata. La facciata di presenta a capanna con frontone ed è divisa in due parti, superiore ed inferiore, da una cornice; la parte inferiore è decorata a bugnato, mentre quella superiore presenta quattro lesene, due per parte, con capitelli ionici ed un arco a tutto sesto[9].

## Economia
Storicamente, le attività economiche prevalenti nella frazione erano l'agricoltura, testimoniata dall'abbondante presenza di complessi agricoli e la pesca sul fiume Po, attività praticamente cessata dopo la seconda metà del Novecento.

## Cultura

### Eventi
- Festa del Pescatore (prima domenica di giugno).
- Festa provinciale della Cipolla (e Porchetta) (terza domenica di settembre).